# Communauté de communes du Val d'Orne
Ne doit pas être confondu avec Communauté de communes de la Vallée de l'Orne, Communauté de communes des Sources de l'Orne ou Communauté de communes du Pays de l'Orne.
La communauté de communes du Val d'Orne est une communauté de communes française, située dans le département de l'Orne et la région Normandie.

## Histoire
La communauté de communes du Val d'Orne est créée par arrêté préfectoral du 30 décembre 1993.
Au 1er janvier 2017, la communauté de communes intègre sept communes de l'ancienne communauté de communes du Pays de Briouze (Craménil, Faverolles, Lignou, Montreuil-au-Houlme, Saint-André-de-Briouze, Saint-Hilaire-de-Briouze et Les Yveteaux).

## Territoire communautaire

### Géographie
Située dans le nord-ouest du département de l'Orne, la communauté de communes du Val d'Orne regroupe 17 communes et s'étend sur 254,4 km2.

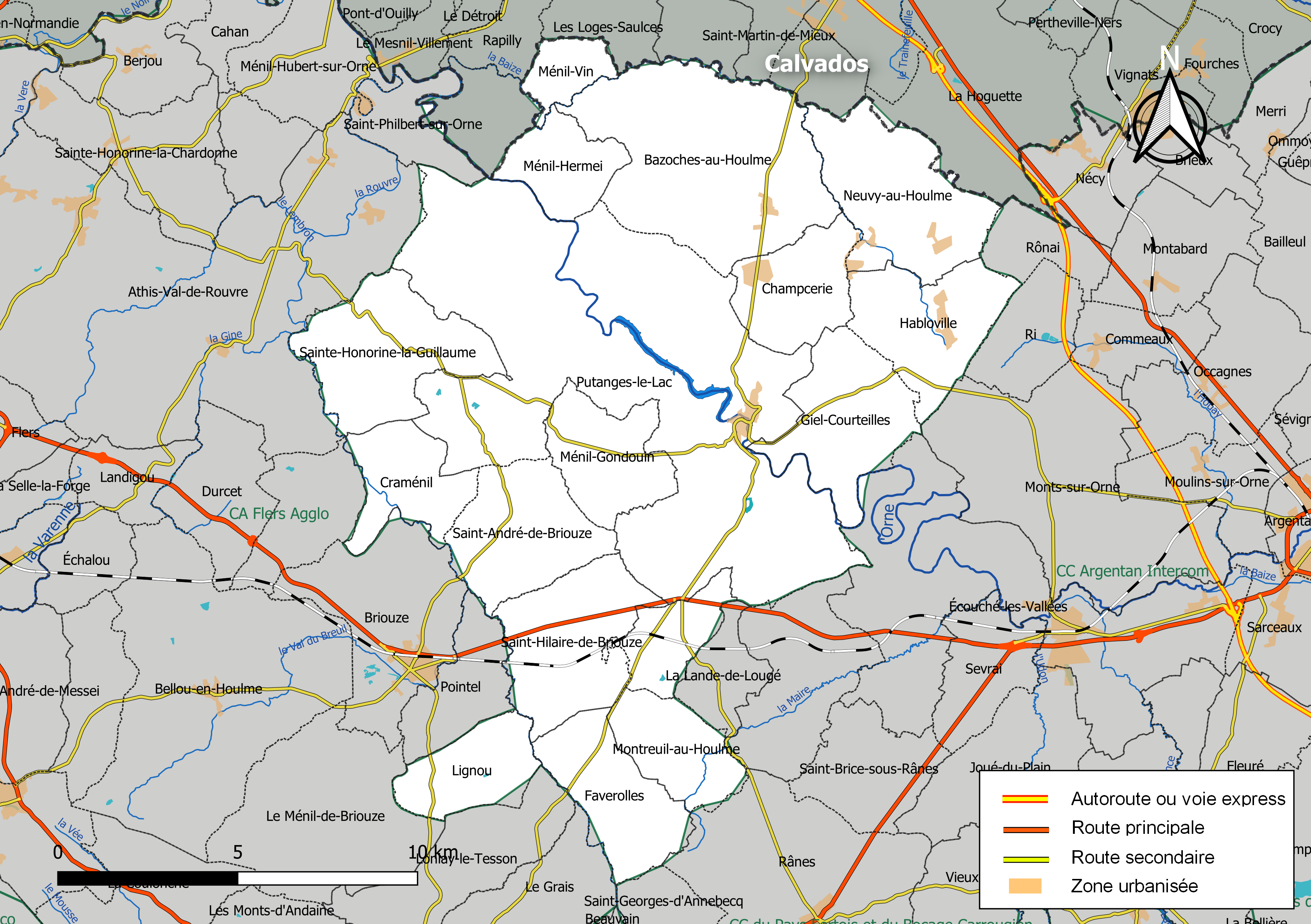
Carte de la communauté de communes du Val d'Orne au 1er janvier 2019.

### Composition
La communauté de communes est composée des 17 communes suivantes :

| Nom                          | Code Insee | Gentilé                | Superficie (km2) | Population (dernière pop. légale) | Densité (hab./km2) |
| ---------------------------- | ---------- | ---------------------- | ---------------- | --------------------------------- | ------------------ |
| Putanges-le-Lac (siège)      | 61339      |                        | 76,91            | 2 115 (2022)                      | 27                 |
| Bazoches-au-Houlme           | 61028      | Bazochiens             | 28,64            | 455 (2022)                        | 16                 |
| Champcerie                   | 61084      | Camporiciens           | 8,94             | 177 (2022)                        | 20                 |
| Craménil                     | 61137      | Craménilois            | 8,09             | 128 (2022)                        | 16                 |
| Faverolles                   | 61158      |                        | 10,57            | 132 (2022)                        | 12                 |
| Giel-Courteilles             | 61189      | Giélois                | 12,58            | 484 (2022)                        | 38                 |
| Habloville                   | 61199      | Hablovillais           | 11,7             | 335 (2022)                        | 29                 |
| Lignou                       | 61227      | Lignouséens            | 7,61             | 139 (2022)                        | 18                 |
| Ménil-Gondouin               | 61265      | Ménil-Gondoyens        | 9,17             | 157 (2022)                        | 17                 |
| Ménil-Hermei                 | 61267      | Herméens               | 6,61             | 201 (2022)                        | 30                 |
| Ménil-Vin                    | 61273      | Ménil-Vinois           | 3,62             | 48 (2022)                         | 13                 |
| Montreuil-au-Houlme          | 61290      | Montreuilais           | 7,82             | 127 (2022)                        | 16                 |
| Neuvy-au-Houlme              | 61308      | Neuviens               | 15,62            | 198 (2022)                        | 13                 |
| Saint-André-de-Briouze       | 61361      | Saint-Andréens         | 12,21            | 175 (2022)                        | 14                 |
| Saint-Hilaire-de-Briouze     | 61402      | Saint-Hilairiens       | 13,63            | 299 (2022)                        | 22                 |
| Sainte-Honorine-la-Guillaume | 61408      | Saint-Hono-Guillaumins | 14,87            | 348 (2022)                        | 23                 |
| Les Yveteaux                 | 61512      |                        | 5,79             | 100 (2022)                        | 17                 |

## Administration
| Période       | Période       | Identité                | Étiquette | Qualité                        |
| ------------- | ------------- | ----------------------- | --------- | ------------------------------ |
| ?             | décembre 1998 | Hubert de La Marandais  |           | Maire des Rotours              |
| décembre 1998 | avril 2001    | Amaury de Saint-Quentin | RPR       | Maire de Putanges-Pont-Écrepin |
| avril 2001    | juillet 2020  | Monique Guibout         | UMP-LR    | Maire de Sainte-Croix-sur-Orne |
| juillet 2020  | En cours      | Sébastien Leroux        | LR        | Maire de Putanges-le-Lac       |